# A Seychelle-szigetek világörökségi helyszínei
Seychelle-szigetek területéről eddig két helyszín került fel a világörökségi listára, két helyszín a javaslati listán várakozik a felvételre.
| | Aldabra-korallzátony ' |
| Felvétel: 1982 |                        |
| Természeti (VII)(IX)(X) |                        |
| Hivatkozás: 185, védett terület: 35 000 ha |                        |
| Az Indiai-óceánban fekvő Aldabra-atoll négy szigete, a Picard, a Polymnia, a Malabar és a Grande Terre egy viszonylag sekély lagúna mellett helyezkedik el. Arab kereskedők fedezték fel több száz évvel ezelőtt és a szigetcsoportnak az al-Csadra, „zöld szigetek” nevet adták. A szigetek körül korallszirtek helyezkednek el. A tömegturizmus számára elérhetetlen Aldarba-atoll az Indiai óceán legérintetlenebb területe, ahol alig hagyott nyomot az emberi civilizáció. A területet 1976-ban helyezték védelem alá. A szigetcsoport az egyetlen hely, ahol egy hüllő a domináns növényevő faj, ez az aldabrai óriásteknős, amelynek itt élő több mint százötvenezer egyedet számláló populációja a legnagyobb a világon. Az óriásteknősök tömege elérheti a negyed tonnát, élettartamuk esetenként meghaladja a száz évet is. Jellegzetességük a viszonylag kisméretű fejük. A korallzátony a teknősök mellett változatos növény- és állatvilágnak ad otthont, ami nem jellemző a kisméretű óceáni szigetcsoportokra. |                        |

| | Vallée de Mai természetvédelmi terület ' |
| Felvétel: 1983 |                                          |
| Természeti (VII)(VIII)(IX)(X) |                                          |
| Hivatkozás: 261, védett terület: 19,5 ha |                                          |
| A természetvédelmi terület a Seychelle-szigetek második legnagyobb szigetén a Praslin-szigeten található. A Praslin Nemzeti Parkban fekvő Vallée de Mai (Május-völgy) az 1930-as évekig érintetlen volt, majd 1966-ban hozták létre a Vallée de Mai természetvédelmi területet. A szigetcsoport elszigeteltsége miatt számos növényfaj menekült meg a kipusztulástól. A sűrűn lakott szigeten nagy eredmény, hogy sikerült a völgyet természetes állapotában megóvni. A védett terület mindössze 20 hektár ennek ellenére öt endemikus pálmafajnak is otthont ad, amelyek így természetes környezetükben maradhattak fenn. Közéjük tartozik a tengerikókusz (Lodoicea maldivica) , amely több száz évig is élhet, 18 kilós súlyt is elérő magja a legnagyobb az egész növényvilágban. A növénnyel már Magellan is találkozott aki azt hitte, hogy egy a tengerben növő fa gyümölcse, és az évszázadok során még számtalan, gyakran vallásos színezetű legenda is szövődött köréje. A völgy sokféle állatnak is élőhelyet biztosít, sokféle gekkó- és kaméleonfaj él itt, valamint sok madár is, köztük a Seychelle-hollópapagáj. |                                          |

## Javasolt helyszínek
| Megnevezés                            | Kép | Típus      | Kritérium | Év   | Link |
| ------------------------------------- | --- | ---------- | --------- | ---- | ---- |
| Venn's Town missziós telepének romjai |     | Kulturális | IV, VI    | 2013 | 5796 |
| Silhouette sziget                     |     | Vegyes     | V, X      | 2013 | 5799 |